# Asmabağ, Altınyayla
Asmabağ là một xã thuộc huyện Altınyayla, tỉnh Burdur, Thổ Nhĩ Kỳ. Dân số thời điểm năm 2010 là 224 người.